# Хродгауд (Фриули)
Хродгауд (Hrodgaud, Hruodgaud, Rodgaud; † 776) е от 774 до 776 г. последният лангобардски dux (херцог) на Херцогство Фриули.

## Биография
През 774 г. Карл Велики побеждава лангобардския крал Дезидерий при Павия и на 5 юни 774 г. взема титлата „крал на лангобардите“ (Rex Langobardorum), a Хродгауд е назначен за херцог на Фриули (dux Foroiulanus).
Хродгауд поисква за себе си през 776 г. лангобардската корона. Няколко града, между тях Тревизо, управляван от тъста му Стабилиний, се присъединяват лъм него. Обаче Карл Велики пристига в Италия и бързо го побеждава и убива.
С неговата смърт Херцогство Фриули е ликвидирано и става маркграфство на Каролингската империя. Карл Велики поставя Маркарий за херцог.